# Brett Dalton
Brett Patrick Dalton (San José, 1983. január 7. –) amerikai színész. 
Legismertebb alakítása Grant Ward / Raj A S.H.I.E.L.D. ügynökei című sorozatban. 2023-tól a Megkerültek című sorozatban szerepel.

## Fiatalkora
2001-ben érettségizett Campbellben található Westmont High Schoolban, ahol a színészet iránt kezdett el érdeklődni. Miután a Kaliforniai Egyetemen szerezte meg alapdiplomáját, 2011-ben a Yale Egyetem mesterképzésén szerzett képzőművészeti mesterdiplomát.

## Pályafutása
2013 és 2017 között A S.H.I.E.L.D. ügynökei című sorozatban alakította Grant Ward és Raj szerepét. 2013-ban szerepelt A Lincoln-gyilkosság című filmben. 2017-ben az Elveszve Firenzében című filmben tűnt fel. 2021 és 2022 között a Lángoló Chicago című sorozat mellékszereplője volt.

## Magánélete
Korábban Los Angelesben élt Melissa Trn nevű feleségével és 2012-ben született kislányukkal. A férfi 2019 novemberében adta be a válókeresetet.

## Filmográfia

### Filmek
| Év   | Magyar cím                                                  | Eredeti cím                                           | Szerep                                 | Magyar hang    |
| ---- | ----------------------------------------------------------- | ----------------------------------------------------- | -------------------------------------- | -------------- |
| 2009 |                                                             | 1:00am Games                                          | Travis                                 |                |
| 2014 |                                                             | Beside Still Waters                                   | James Miller                           |                |
| 2016 |                                                             | Trust No One                                          | Victor                                 |                |
| 2017 | Elveszve Firenzében                                         | Lost in Florence                                      | Eric Lombard                           | Bozsó Péter    |
| 2017 |                                                             | The Resurrection of Gavin Stone                       | Gavin Stone                            |                |
| 2019 |                                                             | Confidence                                            | hétköznapi fehér ember                 |                |
| 2020 |                                                             | Superman: Man of Tomorrow                             | Rudolph "Rudy" Jones / Parasite (hang) |                |
| 2023 |                                                             | Justice League: Warworld                              | Bat Lash (hang)                        |                |
| 2023 | Az Igazság Ligája: Végtelen Világok Válsága – Harmadik rész | Justice League Crisis on Infinite Earths - Part Three | Bat Lash, Captain Atom (hang)          | Suhajda Dániel |

### Televíziós szerepek
| Év         | Magyar cím                 | Eredeti cím                          | Szerep                    | Megjegyzések                         |
| ---------- | -------------------------- | ------------------------------------ | ------------------------- | ------------------------------------ |
| 2012       | Zsaruvér                   | Blue Bloods                          | Phillip Gibson            | 1 epizód                             |
| 2012       | Katonafeleségek            | Army Wives                           | Henry                     | 1 epizód                             |
| 2013       | A Lincoln-gyilkosság       | Killing Lincoln                      | Robert Todd Lincoln       | tévéfilm                             |
| 2013–2017  | A S.H.I.E.L.D. ügynökei    | Agents of S.H.I.E.L.D.               | Grant Ward / Raj          | főszereplő magyar hangja Bozsó Péter |
| 2015       | Jake és Sohaország kalózai | Jake and the Never Land Pirates      | Talon (hangja)            | 1 epizód                             |
| 2015       |                            | Agents of S.H.I.E.L.D.: Double Agent | önmaga                    | 1 epizód                             |
| 2015, 2018 | Robotcsirke                | Robot Chicken                        | Doctor Manhattan (hangja) | 2 epizód                             |
| 2016       |                            | Agents of S.H.I.E.L.D.: Academy      | önmaga                    | 3 epizód                             |
| 2017–2019  | Milo Murphy törvénye       | Milo Murphy's Law                    | Brick (hangja)            | mellékszereplő                       |
| 2018       | A kis gurmék               | Cooking with Love                    | Stephen Harris            | tévéfilm                             |
| 2018       | Sherlock és Watson         | Elementary                           | Ryan Hayes                | 1 epizód                             |
| 2018       | Szemfényvesztők            | Deception                            | Isaac Walker              | 1 epizód                             |
| 2018       |                            | Once Upon a Christmas Miracle        | Christopher Dempsey       | tévéfilm                             |
| 2020       | Pont az esetem             | Just My Type                         | Martin Clayborne          | tévéfilm                             |
| 2021       |                            | One December Night                   | Jason Bedford             | tévéfilm                             |
| 2021       | Szellemíró                 | Ghostwriter                          | Vincent                   | 3 epizód                             |
| 2021–2022  | Lángoló Chicago            | Chicago Fire                         | Jason Pelham              | mellékszereplő                       |
| 2022       |                            | The Equalizer                        | Carter Griffin            | 4 epizód                             |
| 2023       | Hörcsi és Gretel           | Hamster & Gretel                     | Meyer (hangja)            | 1 epizód                             |
| 2023       | Megkerültek                | Found                                | Mark Trent                | főszereplő magyar hangja Varga Gàbor |